# Isabela Valadeiro
Isabela Valadeiro (Santo Amaro, Portalegre, 1 de setembro de 1996) é uma atriz e modelo portuguesa.

## Biografia
Isabela Valadeiro nasceu em Sousel, no Alentejo, no dia 1 de setembro de 1996. Aos 18 anos, Isabela deixou a casa dos pais, no Alentejo, para rumar a Lisboa e estudar representação.
Antes de alcançar a fama, avançou com os estudos, enquanto trabalhava numa loja de cigarros eletrónicos. Mais adiante, foi na capital que lhe disseram que deveria apostar no mundo da moda. Em 2016, com apenas 20 anos, foi uma das três vencedoras do concurso de modelos Face Model of the Year 2016. Até então, apareceu em capas de revistas e campanhas de moda nacionais e internacionais, nomeadamente: Cristina (2017), Activa e GQ Portugal (2018), Prevenir, campanha H&M Conscious Exclusive, Luxury – Especial Jóias e Relógios e Caras – Especial de Moda (2019), PARQ e Activa (2021).
Desfilou em Milão e em Paris como modelo.
Isabela Valadeiro começou por se inscrever na Faculdade de Letras, mas, rapidamente, acabou por optar pela área da representação, na escola de atores IN IMPETUS.
Estreou-se na televisão portuguesa na telenovela com o papel de Safira, em A Herdeira (2017), da TVI, ainda nesta estação fez o papel de Aisha em Valor da Vida (2018).
Em 2019, é anunciada a sua contratação pela SIC, canal onde ainda hoje trabalha, sendo uma das caras mais ativas da ficção da estação. No canal do Grupo Impresa, começou por co-protagonizar a série líder absoluta de audiências Golpe de Sorte, onde contracenou com a consagrada atriz Maria João Abreu, falecida em 2021. Depois do sucesso de Golpe de Sorte, reforçou o elenco da telenovela Terra Brava, no mesmo ano.
Em 2021, interpreta Vitória Castro em A Serra (SIC) e Catarina na série Até que a Vida Nos Separe, na RTP1.
Estreou-se no teatro em 2022, com a peça Trair e Coçar é Só Começar, protagonizada por José Raposo.
Nos últimos anos, integrou o elenco de outras produções da SIC, como Lúcia, a Guardiã do Segredo, Papel Principal, O Clube e A Herança.

## Filmografia

### Televisão
| Ano         | Projeto                           | Papel                 | Notas                   | Canal |
| ----------- | --------------------------------- | --------------------- | ----------------------- | ----- |
| 2017 - 2018 | A Herdeira                        | Safira Monteiro       | Elenco Principal        | TVI   |
| 2018 - 2019 | Valor da Vida                     | Aisha Afonso          | Protagonista            | TVI   |
| 2019 - 2021 | Golpe de Sorte                    | Telma Garcia          | Co-Protagonista         | SIC   |
| 2019 - 2021 | Terra Brava                       | Rita Teixeira         | Antagonista             | SIC   |
| 2019        | Golpe de Sorte: Um Conto de Natal | Telma Garcia          | Co-Protagonista         | SIC   |
| 2021 - 2022 | A Serra                           | Vitória Castro        | Elenco Principal        | SIC   |
| 2021        | Princípio, Meio e Fim             | Sara Sampaio          | Participação Especial   | SIC   |
| 2021        | Até que a Vida Nos Separe         | Catarina              | Participação Especial   | RTP1  |
| 2022        | Três Mulheres                     | Dulce                 | Elenco Principal        | RTP1  |
| 2022 - 2023 | Praxx                             | Sofia                 | Elenco Principal (OPTO) | SIC   |
| 2023        | Vale Tudo (4.ª temporada)         | Ela Própria           | Elenco Fixo             | SIC   |
| 2023        | Vale Tudo (4.ª temporada)         | Ela Própria           | Capitã de Equipa        | SIC   |
| 2023        | Lúcia, a Guardiã do Segredo       | Irmã Conceição Vieira | Elenco Principal        | SIC   |
| 2023 - 2024 | Papel Principal                   | Inês Freitas          | Elenco Principal        | SIC   |
| 2024        | A Máscara (4.ª temporada)         | Telemóvel             | Concorrente             | SIC   |
| 2025        | O Clube (6.ª temporada)           | Belinda               | Protagonista (OPTO)     | SIC   |
| 2025        | O Clube (7.ª temporada)           | Belinda               | Protagonista (OPTO)     | SIC   |
| 2025        | A Herança                         | Cláudia Barbosa       | Co-Antagonista          | SIC   |